# پورت‌اوبلو (ادینبرو)
پورت‌اوبلو (به انگلیسی: Portobello) یک منطقهٔ مسکونی در بریتانیا است که در ادینبرا واقع شده‌است.